# Mylo
Майлз МакІннс (англ. Myles MacInnes, *10 травня 1978, Бродфорд, острів Скай, Шотландія) — відоміший під сценічним ім'ям як Mylo (читається як Майло), шотландський електронний музикант, продюсер та ді-джей.

## Ранні роки та освіта
МікІннс здобув освіту у вищій школі на острові Скай у Шотландії та потім у коледжі Джорджа Вотсона. Після отримання сертифікату про закінчення курсів з математики та хімії, МакІннс поступив до Університету Единбургу. Після закінчення школи у МакІннса не було ніяких конкретних планів, проте він хотів оселитися у Австралії, однак не зміг отримати візу.
Вже навчаючись у Единбурзькому університеті, МікІннс подав документи на вступ до Оксфорда, куди його і взяли до Брейсноузького коледжу. У 1999 році Майлз закінчив університет за спеціальністю Психології, філософії та фізіології.
Далі МакІннс планував продовжити навчання у Каліфорнійському університеті у Лос-Анджелесі, однак повернувся на батьківщину, щоб розпочати працювати над своїм дебютним альбомом Destroy Rock & Roll.

## Кар'єра
Mylo випустив свій дебютний альбом Destroy Rock & Roll у 2004 році на лейблі Breastfed Recordings, яким він співволодіє. Він записав альбом на комп'ютері у своїй спальні. 
Він зробив ремікси для Scissor Sisters («Mary»), Емі Вайнгауз («Fuck Me Pumps»), The Knife («You Take My Breath Away»), The Killers («Somebody Told Me») та Moby («Lift Me Up»). Найбільшого успіху у хіт-парадах, Mylo досягнув із мешап піснею «Drop The Pressure» та «Dr. Beat» від Miami Sound Machine, яка досягла третього місця у хіт-параді Великої Британії. Сингл також був позитивно сприйнятий в США. 
Наступний сингл «Muscle Car» став хітом у британських та європейських танцювальних чартах, досягнувши першої позначки у UK Club Chart в листопаді 2005 року. 
Успіх Mylo став каталізатором для розвитку електронної музики на острові Скай.

## Дискографія

### Альбоми
- Destroy Rock & Roll - 2004
- Mylo's Rough Guide to Rave - 2005
- The Return of Mylo - 2009

### Сингли
- «Drop the Pressure» - 2004
- «Destroy Rock & Roll» - 2005
- «In My Arms» - 2005
- «Dr. Pressure» (vs Miami Sound Machine) - 2005
- «Muscle Car» (feat. Freeform Five) - 2006